# Проспект Салавата Юлаева
Проспе́кт Салава́та Юла́ева (баш. Салауат Юлаев проспекты) — один из двух проспектов, являющихся главной магистралью города Уфы. Назван в честь Салавата Юлаева.

## Описание
Начало — у путепровода на пересечении с улицами Воровского, Заки Валиди и Сочинской, от въезда в Старую Уфу с Оренбургского, Бельского и Нового Бельского мостов через реку Белую на Оренбургской переправе. Проспект заканчивается при въезде в район Сипайлово под путепроводом улицы Менделеева, примыкая к Сипайловской улице.
На своём протяжении проспект имеет 8 полос для движения транспорта. Пересечения с другими улицами обеспечиваются 10 путепроводами с двухуровневыми развязками и 212 м Сипайловским тоннелем от улиц Лесотехникума до Менделеева.

#### Ансамбль
На Острожном холме расположен единственный памятник архитектуры проспекта — Дом Тушновых (№ 7). На углу с Коммунистической улицей с 2005 возводится соборная мечеть «Ар-Рахим».

## История
В генплане города 1970 года значилось строительство транспортной магистрали. Новая магистраль должна была проходить вдоль оси города. В 2000 году был разработан окончательный проект проспекта. Проспект в начале проложен по Ногайскому оврагу, затем — вдоль частично канализированного русла реки Сутолоки, и частично — по Сутолоцкому оврагу и Турову Полю, где расположено устье и русло одного из основных притоков Сутолоки.
Строительство велось от Оренбургского и Бельского мостов через реку Белую — сначала до пересечения с улицей Кирова, следом до улицы Сагита Агиша, а затем до пересечения с улицей 50 лет СССР. В 2004 году проспект получил имя Салавата Юлаева.
В 2007 строительство проспекта было закончено Сипайловским тоннелем в районе Глумилино. Тоннель открыл бессветофорное движение от въезда в город через мост и до района Сипайлово. Построенный в 2005–2007 ООО «Башметалл» тоннель остается недостроенным, в 2007 передан на баланс Администрации города Уфы, которая выделяет средства на его содержание и ремонт.

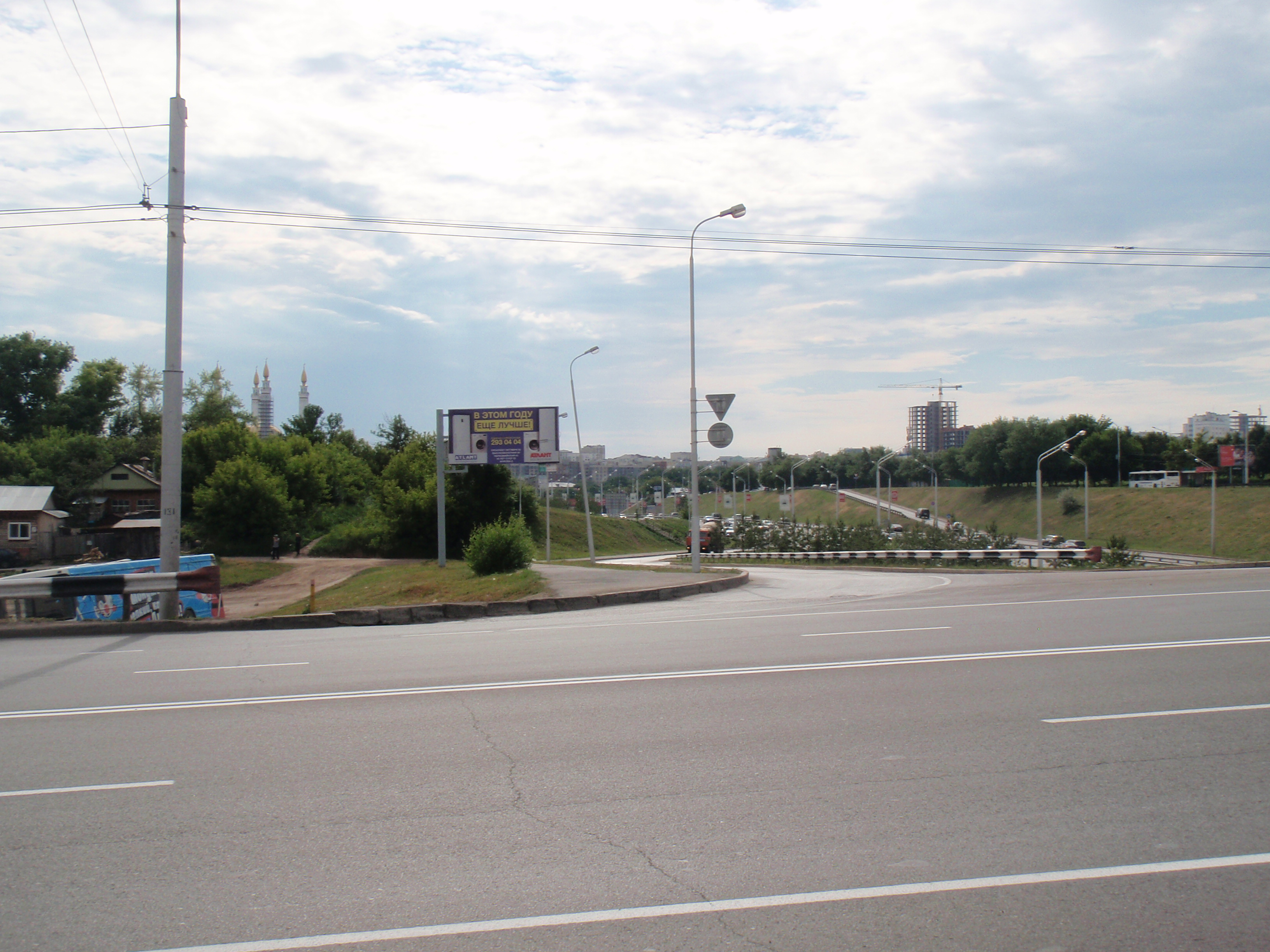
Выезд на проспект Салавата Юлаева

## Развитие проспекта
В 2008 предполагалось, согласно генплану развития Уфы до 2025 года, что проспект Салавата Юлаева продлится через Черниковку до Бирского тракта в северной части города. В связи с реализацией других проектов (Новый Затонский мост, тоннель Восточного выезда) и дороговизной, развитие проспекта после 2008 года остановилось.
На недостроенном тоннеле первоначально планировался торгово-развлекательный комплекс сети супермаркетов «Матрица» по проекту архитектора Леонида Дубинского, в 2016 предложен вариант с концертным залом, в 2018 — паркинг по проекту компании «Первый трест», а в 2021 — спортивно-образовательный комплекс из двух ледовых дворцов спорта и бассейна.
В 2017 году вновь выдвигались предложения продлить проспект в обход Сипайлово до пересечения с Сельской Богородской улицей для того, чтобы снизить заторы при выезде из Инорса и Сипайлово. Продолжение проспекта Салавата Юлаева планируется сдать к 450-летию Уфы на участке от улицы Баязита Бикбая до улицы Интернациональная.